# Доротея Данська (1504—1547)
Дороте́я Да́нська (нім. Dorothea von Dänemark; 1 серпня 1504 — 11 квітня 1547) — данська принцеса, прусська герцогиня (1526—1547). Представниця німецької династії Ольденбургів, що правили Данським королівством. Також — Доротея Прусська.

## Біографія
Народилася в Шлезвігу, Данія (замок Готторп). Донька данського короля Фрідріха І та бранденбурзької принцеси Анни. Перша дружина прусського герцога Альбрехта (з 1526). Після сходження батька на данський трон (1523), була обіцяна суффолкському герцогу Річарду де ла Полю, претенденту на англійський престол (за підтримки французького короля Франциска І), але шлюбу не склалося. 1525 року отримала пропозицію від прусського герцога Альбрехта, шлюбний договір з яким укладав батьків канцлер-німець Вольфганг фон Утенгоф.
Обвінчалася 1 липня 1526 року в Кенігсберзі, до якого прибула із великим супроводом. Народила Альбрехту шістьох дітей, з яких вижила лише старша донька Анна-Софія. Перебувала в гарних стосунках із чоловіком, що забезпечувало добрі пруссько-данські відносини. Активно листувалася зі своїм братом, данським королем Кристіаном III, була присутня на його коронації в Копенгагені (1537) разом із чоловіком, діяла як політичний радник брата. Була хрещеницею свого племінника, зонеденбурзького герцога Ганса ІІ.
За життя була ревною лютеранкою, прославилася доброчинністю. Збудувала при Кенігсберзькому колегіумі гуртожиток для студентів. Померла в Кенігсберзі, Пруссія. Похована в Кенігсберзькому соборі, поруч із чоловіком. Могила зруйнована під час Другої світової війни. Кам’яний бюст Доротеї з епітафії собору зберігається в московському Пушкінському музеї.

## Родина
Чоловік — Альбрехт, герцог Прусський
Діти:
- Анна-Софія (1527—1591)
- Катерина (? — 24 лютого 1528) — померла після народження;
- Фрідріх-Альбрехт (5 грудня 1529 — 1 січня 1530) — помер немовлям;
- Люція-Доротея (8 квітня 1531 — 1 лютого 1532) — померла немовлям;
- Люція (3 лютого 1537 — травень 1539) — померла немовлям;
- Альбрехт (березень 1539) — помер після народження.

## Портрети

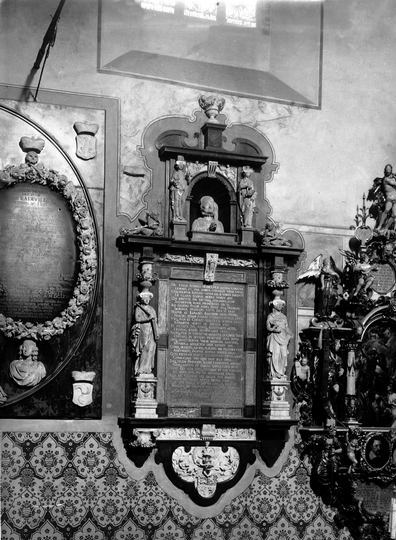
Епітафія в Кенігсберзькому соборі, 1547
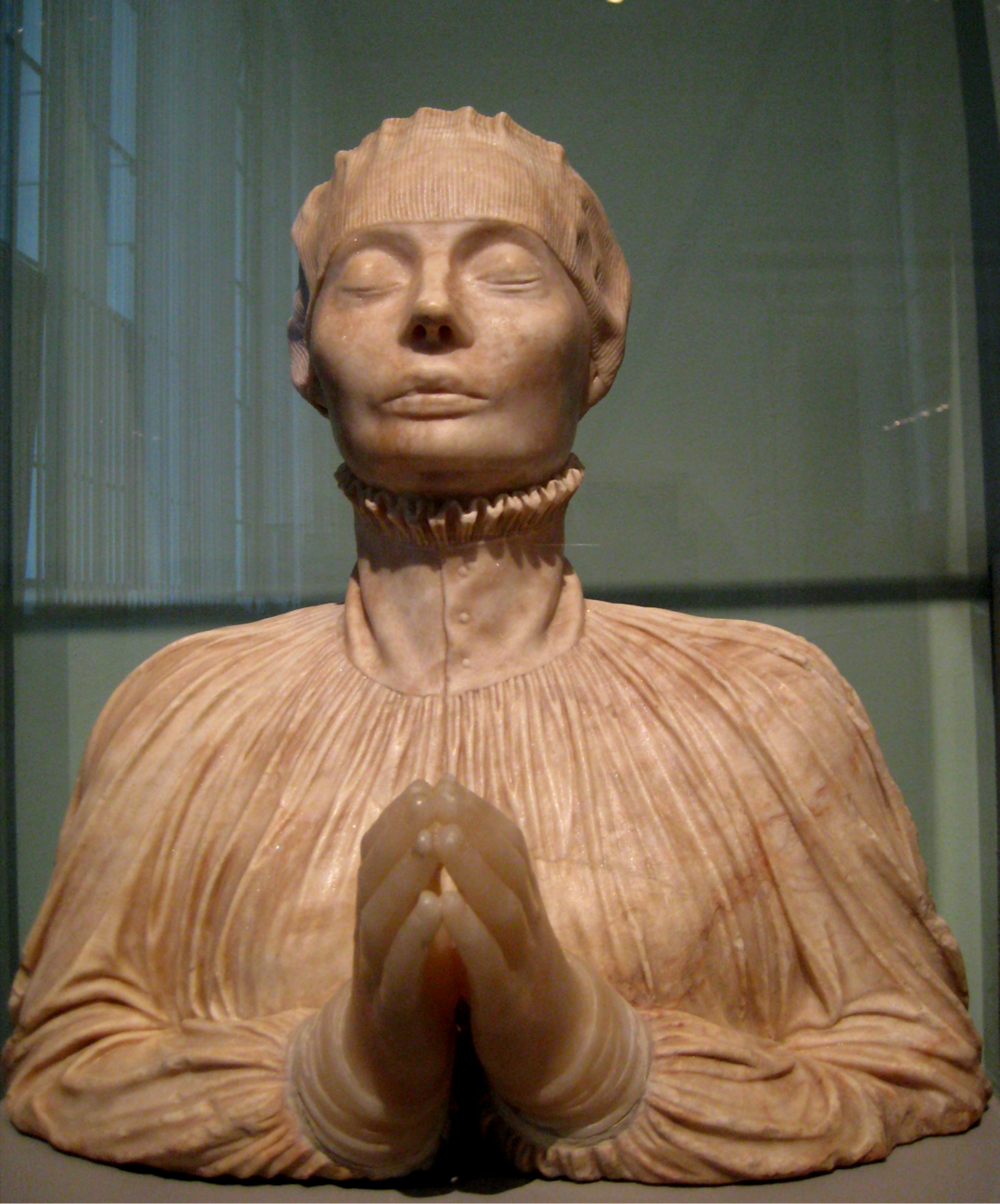
Бюст з епітафії
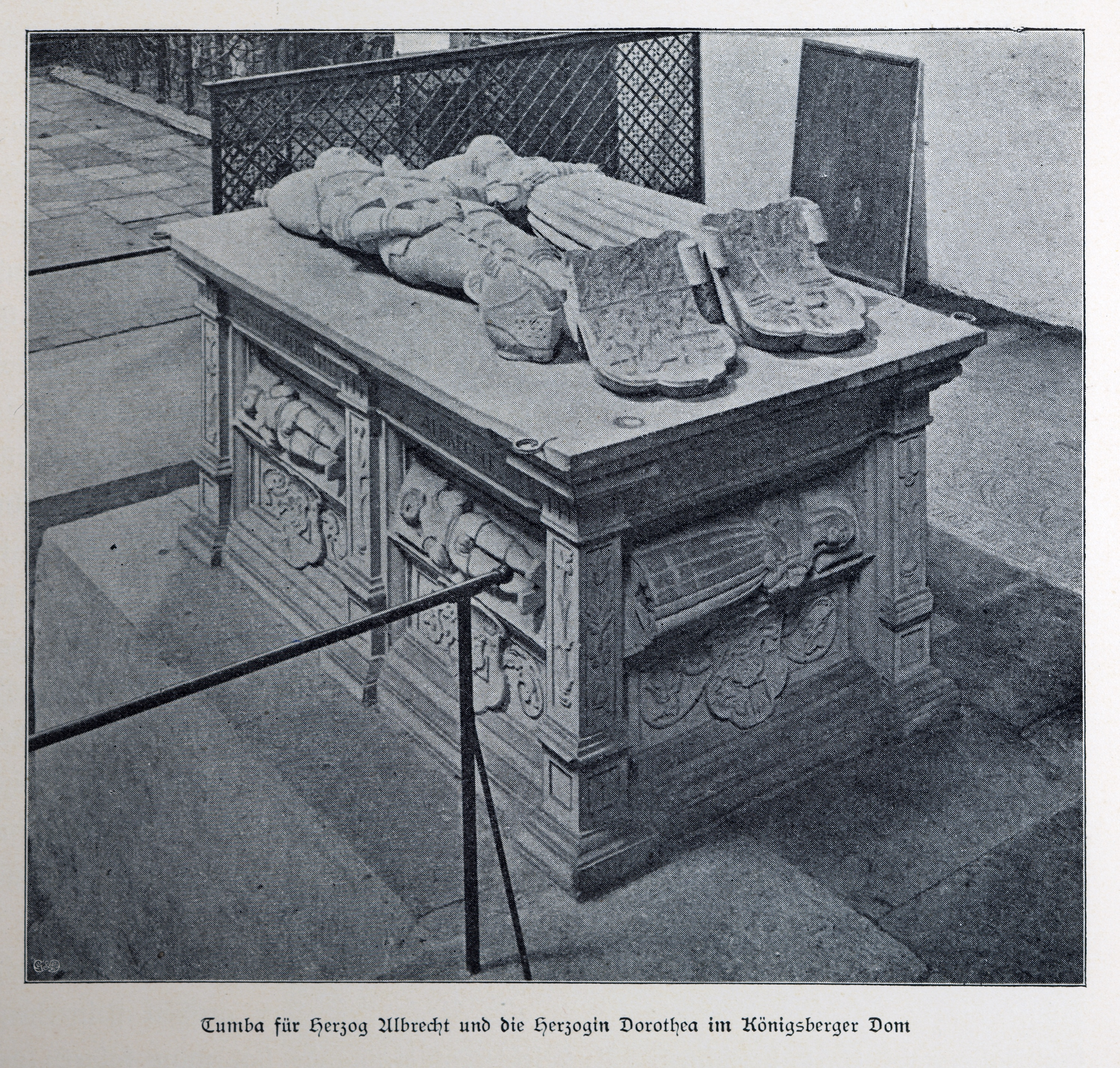
Саркофаг, 1569